# Hylophilus
Hylophilus là một chi chim trong họ Vireonidae.